# バディ・コルト
バディ・コルト（Buddy Colt、本名：Ronald Christian Read、1936年1月13日 - 2021年3月5日）は、アメリカ合衆国のプロレスラー。メリーランド州ブレイデンズバーグ出身。
バディ・ロジャースの影響下にある金髪の伊達男系ヒールとしてアメリカ各地の主要テリトリーで活躍したが、1975年に軽飛行機の墜落事故で重傷を負い、引退を余儀なくされた。

## 来歴
デビュー翌年の1963年より、ロン・リード（Ron Reed）の名義でWWWFに出場。ベビーフェイスのポジションで売り出され、バディ・ロジャースのWWWF世界ヘビー級王座にも度々挑戦。ニューヨークのマディソン・スクエア・ガーデンではキラー・コワルスキーやゴリラ・モンスーンの対戦相手を務め、ティム・ウッズやアーノルド・スコーランと組んでスカル・マーフィー&ブルート・バーナードのUSタッグ王座にも挑戦した。
WWWFを離れるとNWA圏を転戦し、中西部地区では1965年1月22日、マイク・デビアスを破りNWAセントラル・ステーツ・ヘビー級王座を獲得、以降もザ・ストンパーやボブ・ガイゲルと王座を争った。ハワイではキング・カーティス、ミスター・フジワラ、リッパー・コリンズらと対戦し、1966年1月5日にルーサー・リンゼイからNWAハワイ・ヘビー級王座を奪取している。
1969年、バディ・コルト（Buddy Colt）のリングネームでテキサス西部のアマリロ地区に登場。ヒールに転向してファンク・ファミリーのドリー・ファンク・シニアやテリー・ファンクと抗争を展開し、ドリー・ファンク・ジュニアが保持していたNWA世界ヘビー級王座にも再三挑戦した。同地区ではゴージャス・ジョージ・ジュニアをパートナーに、シャチ横内&ミスター・イトーを破りNWAウエスタン・ステーツ・タッグ王座を獲得している。
同年9月、横内のブッキングによりジョージ・ジュニアと共に国際プロレスに来日。ワイルド・アンガスとの2大外国人エースとして、横内、豊登、グレート草津、サンダー杉山、ストロング小林らと対戦した。10月開幕の『IWAワールドタッグ挑戦シリーズ』にもジョージ・ジュニアとの金髪コンビで残留参戦、ブルーノ・アーリントン&イアン・キャンベルやシーク&エミールのエルマンソ・ブラザーズなどのチームとIWA世界タッグ王座への挑戦権を争った。また、来日時は「USAヘビー級王者」を名乗り、9月13日に北九州にて横内を相手に防衛戦を行ったが、10月14日に東京の葛飾区体育館にて小林に敗れ、タイトルを明け渡している。
1970年代は南部のジョージアおよびフロリダを主戦場に活動。ジョージアでは1970年9月4日、ニック・ボックウィンクルを破りNWAジョージア・ヘビー級王座を獲得。フロリダでは1972年9月5日にミスター・レスリングからフロリダ版のNWA南部ヘビー級王座を、1973年2月20日にはジャック・ブリスコからNWAフロリダ・ヘビー級王座を奪取。フレッド・ブラッシー、ボブ・アームストロング、ミスター・レスリング2号、ロッキー・ジョンソン、マーク・ルーイン、ポール・ジョーンズ、エディ・グラハム、ビル・ワットともタイトルを争った。
1975年2月20日、ボビー・シェーン、マイク・マッコード、ゲーリー・ハートらと軽飛行機で移動中に墜落事故に遭い、選手生命を断たれた（コルトは自家用操縦士のライセンスを取得しており、当日もセスナ182を自ら操縦していた）。引退後はフロリダにて、アブドーラ・ザ・ブッチャーなどヒールのマネージャーやカラー・コメンテーターを務めた。
2021年3月5日、85歳で死去。

## 追記
若手時代のスタン・ハンセンは、フロリダ地区のTVテーピングでコルトのジョブ・ボーイを務めたことがある。試合はコルトが一方的な勝利を収めたが、臆することなく叩きのめされたハンセンに対し、コルトは試合終了後に「サンキュー」と囁いたという。自分がプロフェッショナルとして「いい仕事」をしたことをコルトに認められたと解釈したハンセンは、その日のことを一生忘れないと述懐している。以来ハンセンは、自身が格下のジョバーを相手にする立場になってからも、一生懸命に戦ってくれた相手に対しては、プロフェッショナルの礼儀として「サンキュー」と声をかけるよう心掛けていたという。

## 得意技
- スピニング・ネックブリーカー
- ダイビング・ニー・ドロップ
- エルボー・バット

## 獲得タイトル
セントラル・ステーツ・レスリング
- NWAセントラル・ステーツ・ヘビー級王座：3回[10]
- NWA北米タッグ王座（セントラル・ステーツ版）：1回（w / バディ・ギルバート）[6]

NWAミッドパシフィック・プロモーションズ
- NWAハワイ・ヘビー級王座：1回[11]

NWAトライステート
- NWA USタッグ王座（トライステート版）：1回（w / ジャック・ドノバン）[6]

NWAウエスタン・ステーツ・スポーツ
- NWA北米ヘビー級王座（アマリロ版）：1回[21]
- NWAウエスタン・ステーツ・タッグ王座：1回（w / ゴージャス・ジョージ・ジュニア）[13]

ジョージア・チャンピオンシップ・レスリング
- NWAジョージア・ヘビー級王座：6回[16]
- NWA南部ヘビー級王座（ジョージア版）：2回[22]
- NWAメイコン・ヘビー級王座：1回[23]
- NWAメイコン・タッグ王座：4回（w / クルト・フォン・ストロハイム、スカンドル・アクバ、ビッグ・バッド・ジョン、ハーリー・レイス）[24]
- NWAジョージア・タッグ王座：1回（w / ロジャー・カービー）[25]

チャンピオンシップ・レスリング・フロム・フロリダ
- NWAフロリダ・ヘビー級王座：4回[18]
- NWA南部ヘビー級王座（フロリダ版）：4回[17]